# Jokkmokks gamla kyrka
Jokkmokks gamla kyrka är en kyrkobyggnad i Jokkmokk. Den tillhör Jokkmokks församling i Luleå stift.

## Kyrkobyggnaden
Kyrkan uppfördes ursprungligen 1753 och brann ned helt 1972. Efter branden återuppbyggdes kyrkan, exteriört en rekonstruktion av föregångaren, invändigt modernare med färgerna rött, gult och blått som återfinns i Jokkmokks samedräkt. Kyrkobyggnaden är en liggtimrad, avlång oktagon med valmtak. Fasaderna är rödmålade med spröjsade fönster och taket är täckt med spån. Runt kyrkan byggdes en bogårdsmur i stil med den som funnits på 1800-talet. Kyrkan återinvigdes 1976.
Kyrkorummet har brädgolv, bruna liggtimmerväggar och ett välvt tak med ljust gråmålad träpanel. Kyrkans kors, ljuskronor samt psalmtavla är tillverkade av virke från den eldhärjade kyrkan. 
I februari 1945 hölls det konstituerande mötet i kyrkan för Same Ätnam, Sällskapet Lapska Odlingens Framtid, sedermera namnbytt till Riksförbundet Same Ätnam under ordförandeskap av biskop Bengt Jonzon. 

## Bilder

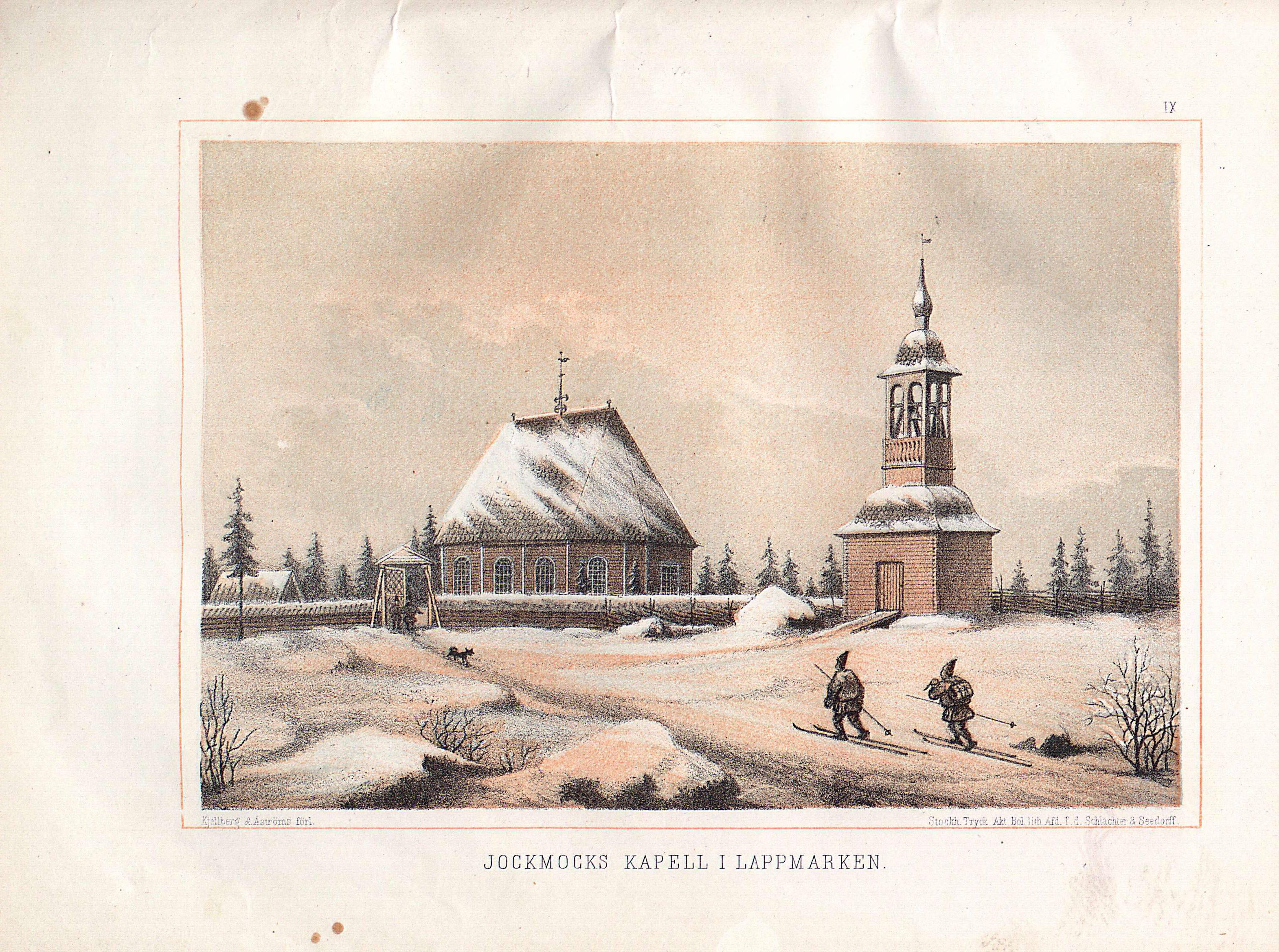
Färglitografi från 1874
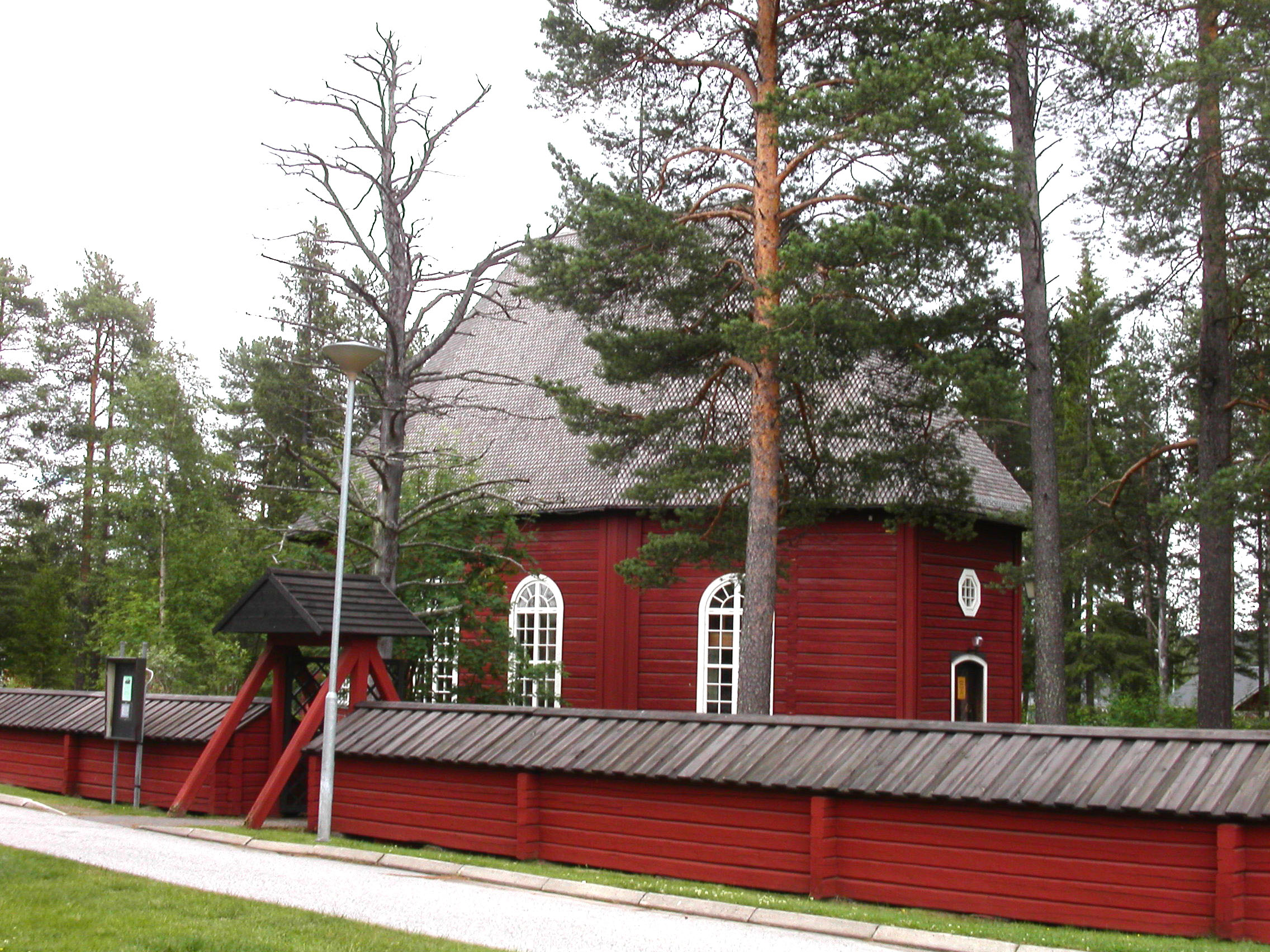
Entré norrifrån, från Hantverkargatan
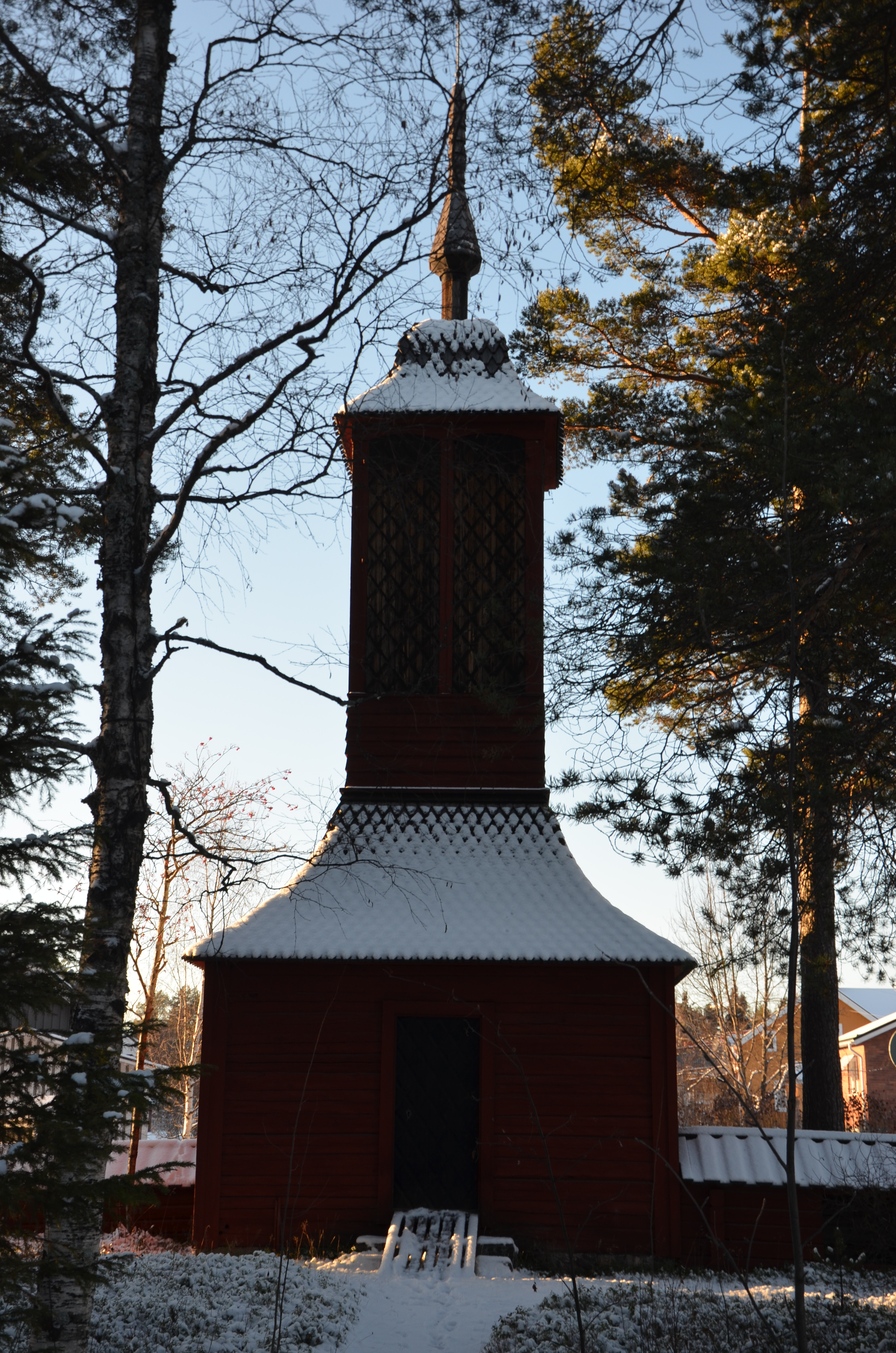
Klockstapeln